# Bisbat de Cochin
La Diòcesi catòlica Romana de Cochin (llatí:  Dioecesis Coccinensis: Dioecesis Coccinensis; malaiàlam: കൊച്ചി രൂപത) o simplement Bisbat de Cochin és una diòcesi localitzada a la ciutat de Cochin a la província Eclesiàstica de Verapoly a l'Índia.
El territori de la diòcesi de Cochin cobreix 235 quilòmetres quadrats a l'estat de Kerala. És situat entre la mar d'Aràbia a l'oest, l'arxidiòcesi de Verapoly al nord i a l'est, i la Diòcesi d'Alleppey al sud.
L'església Catedral de la Diòcesi i seu del bisbe, és la Basílica de Santa Cruz a Fort Cochin. El Bisbe actual de Cochin és Joseph Kariyil, nomenat pel Papa Benet XVI el 8 de maig de 2009.

## Resum històric
La Diòcesi de Cochin, ara disminuïda de mida a causa de segregacions successives amb el pas del temps, fou la Diòcesi mare de molts dels bisbat en el sub-continent. L'antiga diòcesi s'estenia per la costa de l'oest, des de Malabar cap al sud fins a cap Comorin (el present Kanya Kumari) i encara més avall, Ceilan (ara, Sri Lanka) i després s'estenia al llarg de la costa oriental cap amunt, incloent a més Nepal, Bengala (avui Bangladesh) i més enllà Birmània (ara, Myanmar) i més lluny fins a Hong Kong, Malaca i Macau.
| Data            | Esdeveniment | De                 | A |
| --------------- | ------------ | ------------------ | --- |
| 4 febrer 1557   | Aixecat      | Archdiocese de Goa | Diòcesi de Cochin Arxivat 2015-11-27 a Wayback Machine. va ser erigida com a diòcesi sufragània (l'altra diòcesi va ser la de Malaca) de l'Arxidiòcesi de Goa |
| 1599            | segregació   | Diòcesi de Cochin  | Arxidiòcesi de Angamalé (erigida) (el nom més tard fou canviat a Arxidiòcesi de Cranganore i suprimit al Vicariat Apostòlic de Verapoly)                      |
| 9 gener 1606    | segregació   | Diòcesi de Cochin  | Diòcesis de Sant Tomàs de Mylapore (Tamil Nadu) |
| 1606            | segregació   | Diòcesi de Cochin  | com a Missió “sui iuris” de Madura (Tamil Nadu) |
| 1659            | segregació   | Diòcesi de Cochin  | Vicariat Apostòlic de Malabar (erigit) (el nom més tard fou canviat a Vicariat Apostòlic de Verapoly)                                                         |
| 3 Desembre 1834 | segregació   | Diòcesi de Cochin  | Vicariat Apostòlic de Ceilan (Sri Lanka) |
| 19 juny 1952    | segregació   | Diòcesi de Cochin  | Diòcesi de Alleppey (erigida) |

## Història
La història de la Diòcesi de Cochin comença amb l'arribada dels missioners portuguesos a l'Índia. Aquests apòstols van assolir Kappad prop de Calicut el 20 de maig de 1498, juntament amb Vasco da Gama.
Una segona expedició sota el capità Alvarez Cabral, comprenent 13 vaixells i 18 sacerdots, va ancorar a Cochin el 26 de novembre de 1500. Cabral aviat es va guanyar la bona fe del Raja de Cochin. Va permetre quatre sacerdots fer apostolat entre les comunitats cristianes inicials, els cristians de Sant Tomàs escampats dins i al voltant de Cochin. Per això els missioners portuguesos van establir una missió portuguesa el 1500.
Durant el regnat de l'emperador catòlic de Portugal Joan III, frares Franciscans i sacerdots van arribar a Goa. Juntament amb ells un equip altament entrenat de Jesuïtes dirigit pel Pare Francesc Xavier va arribar a Cochin. Més tard, va demanar l'ajuda del general Jesuïta (sant) Ignasi i l'emperador per rebre més missioners de Portugal. Francesc Xavier va visitar Cochin diverses vegades i s'hi va quedar més de 120 dies. Va utilitzar per fer ofrenes a l'església de Sant Antoni. Aquesta església és encara a Cochin, coneguda com a Lenthapally (església holandesa). Actualment aquesta església és dependència del departament del Archaeological Survey de l'Índia com a monument històric.
Jesuïtes, dominics, agustinians i carmelites els van seguir. A l'arribada dels portuguesos, conversos locals a Cochin es van unir al ritu llatí romà i així la Comunitat llatina va ser formada.
La totalitat de l'Orient era sota la jurisdicció de la diòcesi de Lisboa. El 12 de juny de 1514, Cochin i Goa esdevenien dues missions prominents sota la novament creada diòcesi de Funchal a Madeira. El Papa Pau IIIl per una butlla (Quequem Reputamus) va elevar Funchal a arxidiòcesi i Goa com a seu sufragània, incorporant la totalitat de l'Índia a la diòcesi de Goa.
Quan la diòcesi de Goa va ser establert el 1534, Cochin esdevingué part de la nova diòcesi.
La diòcesi de Cochin va ser erigida el 4 de febrer de 1557 pel Papa Pau IV en el seu Decret Pro Excellenti Praeeminentia. El Papa també declarava l'Església portuguesa de Santa Cruz com la Catedral de la nova diòcesi. En aquell temps, Cochin era la segona diòcesi dins Índia i va tenir la jurisdicció sobre la totalitat del sud, Índia oriental, Birmània i Ceilan.
El primer bisbe de Cochin fou el sacerdot Dominicà Dom George Temudo (1557-1567).
El 1663 els holandesos van conquerir Cochin i van destruir totes les esglésies catòliques i institucions excepte la Catedral i l'església de Sant Francesc d'Assisi. Durant la conquesta britànica de Cochin, la catedral va ser destruïda.
Des de 1646, l'administració de la diòcesi fou difícil. Va estar afectada per les conquestes de Cochin pels holandesos. Els bisbes que van ser consagrats com a bisbes de la diòcesi no podien residir allí. Com a resultat, fraccions, rebel·lions i cismes van esclatar a la diòcesi. Per tal de portar el dissidents altre cop a l'església mare, la Santa Seu va enviar missioners Carmelites. Llavors va ser establert el Vicariat de Malabar el 1657. El 1709 va ser canviat a Vicariat de Verapoly. Dins 1838 la diòcesi de Cochin va ser annexionat al Vicariate de Verapoly. De 1838 i 1886, la diòcesi de Cochin va ser governat pel Vicari Apostolic de Verapoly.
El 23 de juny de 1886, el Papa Lleó XIII va promulgar el famós Concordat anomenat Humane Salutis Auctor pel qual la Diòcesi de Cochin va ser restaurada en la seva condició original i col·locada altre cop com a sufragània de la Diòcesi de Goa. Simultàniament, el Vicariat de Verapoly va ser elevat a arxidiòcesi i la Diòcesi de Quilon va ser erigida com la seva sufragània.
Després de la reorganització de 1886, cinc bisbes portuguesos van governar la diòcesi. El 1950 la diòcesi va ser entregada al clergat natiu. Alexander Edezhath (1951-1975) fou el primer bisbe indi. Va ser succeït pel Bisbe Joseph Kureethara (1975-1999). Després de la seva renuncia, el 2000 fou nomenat bisbe John Thattumkal però va ser suspès de les seves responsabilitats per un escàndol (2009). El bisbe Joseph Kariyil va ser designat com el nou bisbe nou de Cochin el 8 de maig de 2009 i va ser instal·lat com el bisbe de Cochin el 5 de juliol de 2009.

## Cronologia episcopal
- Jorge Temudo, O.P. † (4 de febrer de 1558 - 13 de gener de 1567 nomenat arquebisbe de Goa)
- Henrique de Távora e Brito, O.P. † (13 de gener de 1567 - 29 de gener de 1578 nomenat arquebisbe de Goa)
- Mateus de Medina, O.Carm. † (29 de gener de 1578 - 19 de febrer de 1588 nomenat arquebisbe de Goa)
- Andrés de Santa Maria, O.F.M. † (19 de febrer de 1588 - 1615 renuncià)
- Sebastião de São Pedro, O.E.S.A. † (16 de febrer de 1615 - 7 d'octubre de 1624 nomenat arquebisbe de Goa)
- Luiz de Brito de Menezes, O.E.S.A. † (27 de maig de 1627 - 29 de juliol de 1629 mort)
- Miguel Da Cruz Rangal, O.P. † (10 de novembre de 1631 - 14 de setembre de 1646 mort)
  - Sede vacante (1646-1689)
  - João Coelho † (18 d'octubre de 1650 - ?) (bisbe electe, il·legítim)
  - Fernando de Incarnação de Menezes † (? - 1657 mort) (bisbe electe, il·legítim)
  - Francisco Barreto, S.J. † (? - 26 d'octubre de 1663 mort) (bisbe electe, il·legítim)
  - Fabio dos Reis Fernandes, O.Carm. † (1672 - 16 de maig de 1672 nomenat bisbe de Santiago de Cap Verd) (bisbe electe, il·legítim)
- Pedro da Silva, O.E.S.A. † (8 de gener de 1689 - 15 de març de 1691 mort)
- Pedro Pacheco, O.P. † (4 de gener de 1694 - de setembre de 1714 mort)
  - Francesco Pedro dos Martyres † (? - 1715 mort) (bisbe electe)
- Francisco de Vasconcellos, S.J. † (12 de febrer de 1721 - 30 de març de 1743 mort)
- Clemente José Colaço Leitão, S.J. † (8 de març de 1745 - 31 de gener de 1771 mort)
- Manoel da Santa Catalina Soares, O.C.D. † (20 de juliol de 1778 - 18 de juliol de 1783 nomenat arquebisbe de Goa)
- José de Soledad Marques da Silva, O.C.D. † (18 de juliol de 1783 - 1818 ?)
- Tomás Manoel de Noronha e Brito, O.P. † (17 de desembre de 1819 - 23 de juny de 1828 nomenat bisbe d'Olinda)
  - Sede vacante (1828-1838)
  - Seu suprimida (1838-1886)
- João Gomes Ferreira † (14 de març de 1887 - 4 de maig de 1897 mort)
- Matheus de Oliveira Xavier † (11 d'octubre de 1897 - 26 de febrer de 1909 nomenat arquebisbe de Goa)
- José Bento Martins Ribeiro † (28 de febrer de 1909 - 21 de maig de 1931 mort)
- Abílio Augusto Vaz das Neves † (4 de desembre de 1933 - 8 de desembre de 1938 nomenat bisbe de Bragança i Miranda)
  - Sede vacante (1938-1941)
- José Vieira Alvernaz † (13 d'agost de 1941 - 23 de desembre de 1950 nomenat arquebisbe coadjutor de Goa i Damão)
- Alexander Edezath † (19 de juny de 1952 - 29 d'agost de 1975 renuncià)
- Joseph Kureethara † (29 d'agost de 1975 - 6 de gener de 1999 mort)
- John Thattumkal, S.S.C. (10 de maig de 2000 - 8 de maig de 2009 renuncià)
- Joseph Kariyil, des del 8 de maig de 2009

## Estadístiques
A finals del 2013, la diòcesi tenia 184.860 batejats sobre una població de 634.928 persones, equivalent al 29,1% del total.
| any  | població | població | població | sacerdots | sacerdots       | sacerdots       | sacerdots             | diaques | religiosos | religiosos | parroquies |
| ---- | -------- | -------- | -------- | --------- | --------------- | --------------- | --------------------- | ------- | ---------- | ---------- | ---------- |
| any  | batejats | total    | %        | total     | clergat secular | clergat regular | batejats por sacerdot | diaques | homes      | dones      |            |
| 1950 | 236.365  | 500.000  | 47,3     | 112       | 96              | 16              | 2.110                 |         | 23         | 181        | 53         |
| 1970 | 122.136  | 454.762  | 26,9     | 59        | 49              | 10              | 2.070                 |         | 12         | 130        | 23         |
| 1980 | 143.000  | 587.500  | 24,3     | 65        | 53              | 12              | 2.200                 |         | 16         | 155        | 29         |
| 1990 | 170.399  | 678.946  | 25,1     | 86        | 64              | 22              | 1.981                 |         | 40         | 295        | 33         |
| 1999 | ?        | 556.247  | ?        | 91        | 66              | 25              | ?                     |         | 57         | 388        | 37         |
| 2000 | 166.861  | 567.371  | 29,4     | 104       | 70              | 34              | 1.604                 |         | 95         | 434        | 37         |
| 2001 | 173.861  | 580.373  | 30,0     | 122       | 77              | 45              | 1.425                 |         | 89         | 466        | 37         |
| 2002 | 176.423  | 584.635  | 30,2     | 116       | 76              | 40              | 1.520                 |         | 151        | 460        | 37         |
| 2003 | 173.281  | 604.400  | 28,7     | 130       | 83              | 47              | 1.332                 |         | 129        | 455        | 37         |
| 2004 | 162.188  | 537.293  | 30,2     | 126       | 87              | 39              | 1.287                 |         | 79         | 515        | 37         |
| 2006 | 160.812  | 562.746  | 28,6     | 130       | 81              | 49              | 1.237                 |         | 146        | 439        | 38         |
| 2013 | 184.860  | 634.928  | 29,1     | 150       | 96              | 54              | 1.232                 |         | 140        | 426        | 41         |